# Liste der Mitglieder der Deutschen Akademie der Naturforscher Leopoldina/1874
Die Liste der Mitglieder der Deutschen Akademie der Naturforscher Leopoldina für 1874 enthält alle Personen, die im Jahr 1874 zum Mitglied ernannt wurden. Insgesamt gab es 25 neu gewählte Mitglieder.

## Neu gewählte Mitglieder
| Nr.  | Name                                  | Geboren       | Aufnahme | Gestorben     | Fachsektion                                                       | Bild                                  |
| ---- | ------------------------------------- | ------------- | -------- | ------------- | ----------------------------------------------------------------- | ------------------------------------- |
| 2125 | Ernst Heinrich Ehlers                 | 11. Nov. 1835 | 13. Jan. | 31. Dez. 1925 | Zoologie und Anatomie Anthropologie, Ethnologie und Geographie    | Ernst Heinrich Ehlers                 |
| 2126 | Ernst Leyden                          | 20. Apr. 1832 | 14. Jan. | 5. Okt. 1910  | Wissenschaftliche Medizin                                         | Ernst Leyden                          |
| 2127 | Ferdinand Römer                       | 5. Jan. 1818  | 15. Jan. | 14. Dez. 1891 | Mineralogie und Geologie                                          |                                       |
| 2128 | Friedrich Leopold Goltz               | 14. Aug. 1834 | 19. Jan. | 5. Mai 1902   | Physiologie                                                       | Friedrich Leopold Goltz               |
| 2129 | Hans Heinrich Landolt                 | 5. Dez. 1831  | 23. Jan. | 15. März 1910 | Chemie                                                            | Hans Heinrich Landolt                 |
| 2130 | Paul Albert Gordan                    | 27. Apr. 1837 | 19. Feb. | 21. Dez. 1912 | Mathematik und Astronomie                                         | Paul Albert Gordan                    |
| 2131 | Julius Gotthelf Kühn                  | 23. Okt. 1825 | 19. Feb. | 14. Apr. 1910 | Botanik                                                           | Julius Gotthelf Kühn                  |
| 2132 | Carl Immanuel Gerhardt                | 2. Dez. 1816  | 23. Feb. | 5. Mai 1899   | Mathematik und Astronomie                                         | Carl Immanuel Gerhardt                |
| 2133 | Hermann Theodor Geyler                | 15. Jan. 1835 | 25. Feb. | 22. März 1889 | Botanik                                                           |                                       |
| 2134 | Alfred Wilhelm Volkmann               | 1. Juli 1801  | 26. Feb. | 21. Apr. 1877 | Zoologie und Anatomie Physiologie                                 | Alfred Wilhelm Volkmann               |
| 2135 | Johann Wilhelm Anton Albrecht Müller  | 13. Feb. 1832 | 31. Mrz. | 2. Nov. 1909  | Wissenschaftliche Medizin                                         | Johann Wilhelm Anton Albrecht Müller  |
| 2136 | Friedrich August Theodor Winnecke     | 5. Feb. 1835  | 12. Mai  | 3. Dez. 1897  | Mathematik und Astronomie Physik und Meteorologie                 | Friedrich August Theodor Winnecke     |
| 2137 | Gregor Kraus                          | 9. Mai 1841   | 4. Jun.  | 14. Nov. 1915 | Botanik                                                           |                                       |
| 2138 | Wolfgang Sartorius von Waltershausen  | 17. Dez. 1809 | 11. Jun. | 16. März 1876 | Mineralogie und Geologie                                          | Wolfgang Sartorius von Waltershausen  |
| 2139 | Karl Heinrich Ritter von Scherzer     | 1. Mai 1821   | 27. Jul. | 19. Feb. 1903 | Anthropologie, Ethnologie und Geographie                          | Karl Heinrich Ritter von Scherzer     |
| 2140 | Hermann Karsten                       | 3. Sep. 1809  | 20. Aug. | 26. Aug. 1877 | Mathematik und Astronomie Mineralogie und Geologie                |                                       |
| 2141 | Ernst Friedrich Wilhelm Klinkerfues   | 29. März 1827 | 30. Aug. | 28. Jan. 1884 | Mathematik und Astronomie                                         | Wilhelm Klinkerfues                   |
| 2142 | Eduard Karl von Martens               | 18. Apr. 1831 | 16. Sep. | 14. Aug. 1904 | Zoologie und Anatomie                                             | Eduard Karl von Martens               |
| 2143 | Carl Arendts                          | 15. Juli 1815 | 13. Okt. | 12. Okt. 1881 | Mineralogie und Geologie Anthropologie, Ethnologie und Geographie | Carl Arendts                          |
| 2144 | Georg Ernst Ludwig Hampe              | 5. Juli 1795  | 22. Okt. | 23. Nov. 1880 | Botanik                                                           | Ernst Hampe                           |
| 2145 | Gustav Carl Laube                     | 9. Jan. 1839  | 23. Okt. | 12. Apr. 1923 | Mineralogie und Geologie                                          | Gustav Carl Laube                     |
| 2146 | Carl Ludwig Theodor Conrad Kirschbaum | 31. Jan. 1812 | 28. Okt. | 3. März 1880  | Zoologie und Anatomie                                             | Carl Ludwig Theodor Conrad Kirschbaum |
| 2147 | Heinrich Carl Hermann Hoffmann        | 22. Apr. 1819 | 2. Nov.  | 26. Okt. 1891 | Botanik                                                           | Hermann Hoffmann                      |
| 2148 | Carl Jacob Wilhelm Koch               | 1. Juni 1827  | 4. Nov.  | 18. Apr. 1882 | Mineralogie und Geologie                                          | Carl Jacob Wilhelm Koch               |
| 2149 | Anton Friedrich Schneider             | 13. Juli 1831 | 14. Nov. | 30. Mai 1890  | Zoologie und Anatomie                                             | Friedrich Anton Schneider             |